# 퀘벡 아레나
퀘벡 아레나(영어: Quebec Arena)은 캐나다 퀘벡주 퀘벡에 위치한 실내 경기장이다. 과거 NHA/NHL 퀘벡 불도그스의 홈경기장으로 사용했다.